# Gare de Jaman
La gare de Jaman est une gare ferroviaire située sur le territoire de la commune suisse de Montreux, dans le canton de Vaud. Elle tire son nom de la dent de Jaman, sommet accessible par un sentier de randonnée en une trentaine de minutes depuis la gare.

## Situation ferroviaire

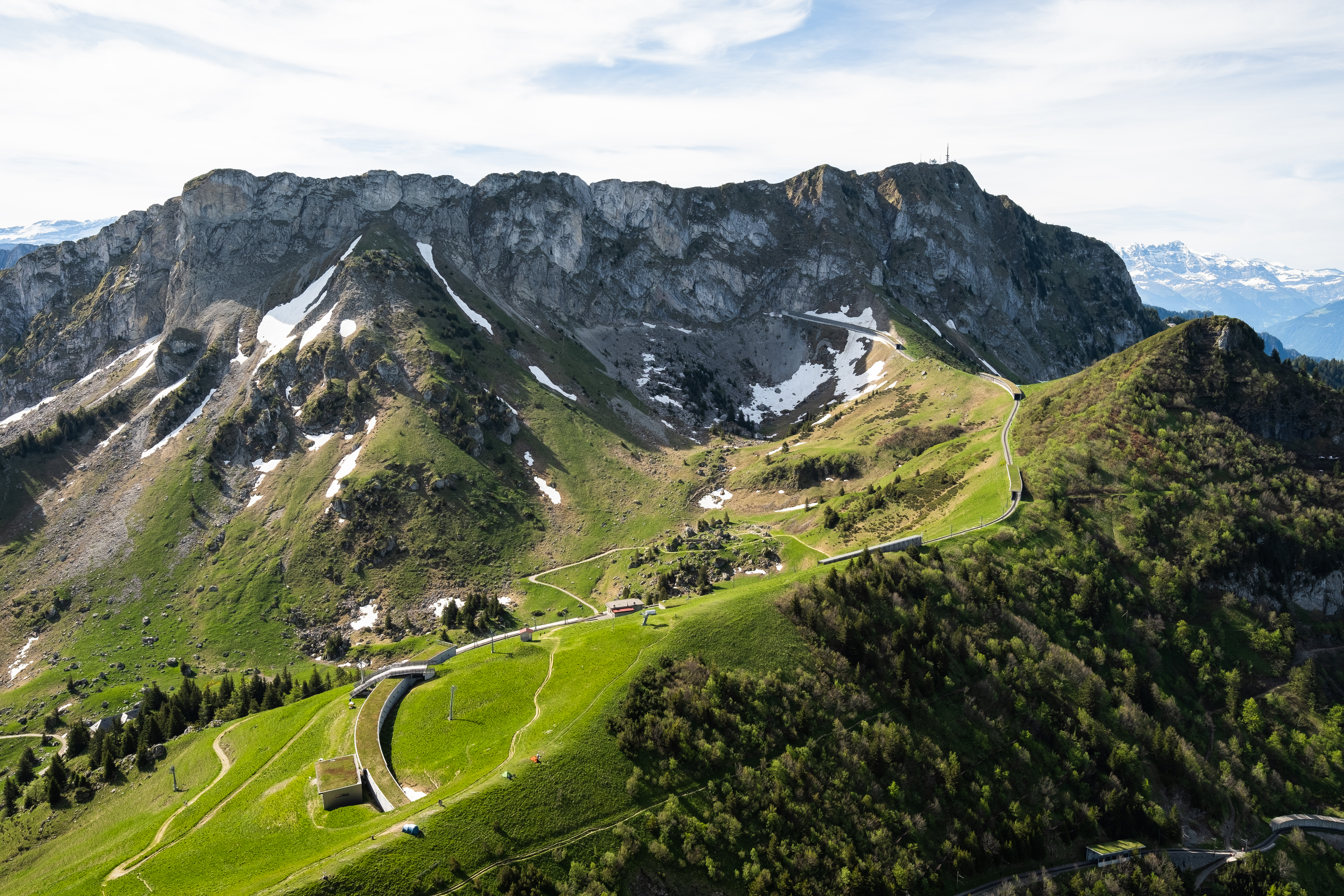
La gare de Jaman et les rochers de Naye vus depuis la dent de Jaman.

Établie à 1 743 mètres d'altitude, la gare de la Perche est située au point kilométrique 5,91 de la section de Glion à la gare des Rochers-de-Naye sur la ligne Montreux-Glion-Rochers de Naye. Elle est située entre les gares de Paccot et de La Perche.
Elle est dotée d'un évitement de 55 mètres de long en milieu de gare en direction des rochers de Naye et d'un quai latéral.

## Histoire
La gare de Jaman a été mise en service en 1892 avec l'ouverture de la ligne de Glion aux Rochers-de-Naye,,. L'électrification de l'entier de la ligne est inaugurée le 25 juillet 1938,.

## Service des voyageurs

### Accueil
La gare de Jaman est constituée d'un seul quai en bois posé sur une passerelle métallique et protégé par un garde-corps en métal. Ce quai donne directement accès à des sentiers de randonnée en direction de la Dent de Jaman et des Rochers de Naye. En hiver, il donne accès au domaine skiable des Rochers de Naye.

### Desserte
La gare de Jaman est desservie par un train par heure et par sens, en provenance ou en direction de la gare de Montreux du mercredi au dimanche en hiver, à l'exception de la période de Noël et tous les jours le restant de l'année.

### Intermodalité
La gare de Jaman n'est en correspondance avec aucune autre ligne de transports publics.